# Red Thunder Cloud
Red Thunder Cloud (30 de maig de 1919 - 8 de gener de 1996), el nom anglès del qual va ser Cromwell Ashbie Hawkins West i que també era conegut com a Carlos Westez, va afirmar ser l'últim parlant natiu de la llengua ameríndia catawba. El seu obituari va ser publicat més tard en aquest idioma al New York Times. Nascut a Newport (Rhode Island), dels pares afroamericans, el seu avi matern era un prominent advocat afroamericà i líder de la comunitat a Baltimore, William Ashbie Hawkins.
Cromwell West va desenvolupar una passió per la història dels amerindis dels Estats Units durant els seus anys d'adolescència. Va abraçar una identitat nativa americana i durant tota la seva vida, va estudiar llengües indígenes àmpliament.
Gordon (2005) informa que els altres darrers parlants nadius de catawba van morir abans de 1960. S'afirma que Red Thunder Cloud és pel que sembla un impostor i que en realitat no és un parlant natiu de catawba.